# História militar do Império Neoassírio

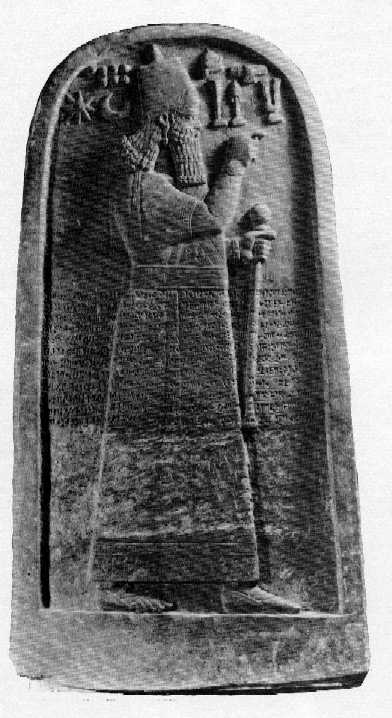
tirou a Assíria da servidão e travou guerra contra seus inimigos, conseguindo expulsar os estrangeiros do coração da Assíria.

O Império Neoassírio surgiu no século X a.C.. Assurnasirpal II é creditado por utilizar estratégia sólida em suas guerras de conquista. Enquanto almejava proteger fronteiras defensáveis, ele lançaria ataques mais para o interior contra seus oponentes como um meio de garantir benefícios econômicos, como fazia quando fazia campanha no Levante. O resultado significou que a prosperidade econômica da região alimentaria a máquina de guerra assíria.
Assurnasirpal II foi sucedido por Salmanaser III. Embora ele tenha feito campanha por 31 anos de seu reinado de 35 anos, ele falhou em alcançar ou igualar as conquistas de seu predecessor, e sua morte levou a outro período de fraqueza no governo assírio.
A Assíria se recuperaria mais tarde sob Tiglate-Pileser III, cujas reformas mais uma vez fizeram da Assíria a força mais poderosa do Oriente Próximo, e a transformou em um império de pleno direito - o primeiro de seu tipo. Mais tarde, sob Salmanaser V, Sargão II e Senaqueribe, outras ofensivas assírias ocorreram, embora fossem projetadas não apenas para a conquista, mas também para destruir a capacidade de seus inimigos de minar o poder assírio. Como tal, batalhas caras ocorreram, cobrando seu tributo à mão de obra assíria. Assaradão teve sucesso em tomar o baixo Egito e seu sucessor, Assurbanípal, tomou a parte superior sul do Egito.
No entanto, no final do reinado de Assurbanípal, parece que o Império Assírio estava entrando em outro período de fraqueza, do qual não escaparia. Parece que anos de batalhas caras seguidas de rebeliões constantes (e quase imparáveis) significavam que era uma questão de tempo até que a Assíria ficasse sem tropas. A perda das regiões externas significava que as tropas estrangeiras também haviam partido. Por volta de 605 a.C., os registros políticos neoassírios independentes desapareceram da história.

## Antecedentes
O Império Assírio foi descrito como a "primeira potência militar da história". A Mesopotâmia foi o local de algumas das primeiras batalhas registradas na história. Na verdade, a primeira batalha registrada foi entre as forças de Lagas e Uma por volta de 2 450 a.C.. Como muitos registros mesopotâmicos, ele contém elementos de ficção. O governante de Lagas, Eanatum, foi inspirado pelo deus Ninguirsu para atacar o reino rival de Uma; os dois estavam envolvidos em pequenas escaramuças e ataques ao longo de suas respectivas fronteiras. Embora Eanatum tenha triunfado, ele foi atingido no olho por uma flecha. Após a batalha, ele teve a Estela dos Abutres erguida para comemorar sua vitória.

### Império Acádio e o Antigo Império Assírio
Segundo a lenda, Sargão, o primeiro governante do Império Acádio, foi descoberto por um jardineiro na Mesopotâmia em uma cesta. Com o tempo, ele fundaria a cidade de Agade e levantaria um exército de 5 400 homens, e então conquistaria grande parte do Iraque dos dias modernos. Suas inscrições se gabam de 34 vitórias e "5 400 homens comendo pão antes de Sargão", exemplificando tanto a vasta força de trabalho quanto a obediência de suas tropas (e possivelmente de um exército permanente também). Embora pequeno para os padrões dos reis posteriores, o exército de Sargão era maior e mais sofisticado do que os outros da época, utilizando uma combinação de lanças e armas de mísseis. Espadas de bronze e quatro carros de rodas afastaram qualquer resistência enquanto ele construía seu império, que pode muito bem ter incluído (pelo menos brevemente) partes do Mediterrâneo, Anatólia e oeste do Irã. A guerra de cerco não foi um problema; a maioria das cidades que foram muradas na época de Sargão eram feitas de lama e suas inscrições ainda se orgulham da destruição que ele causou em suas paredes.
O mais antigo rei assírio Tudía foi contemporâneo de Ibrium de Ebla. Ele evoluiu a partir do Império Acádio do final do terceiro milênio a.C.. A Assíria foi uma nação forte sob o governo de Ilussuma (r. 2008–1975 a.C.), que fundou colônias na Ásia Menor e invadiu Isim e outros estados sumero-acádios no sul da Mesopotâmia.

### Médio Império Assírio
Sob Samsiadade I (r. 1809–1782 a.C.) e seu sucessor Ismedagã I (r. 1782–1751 a.C.), a Assíria foi a sede de um império regional que controlava o norte da Mesopotâmia e regiões da Ásia Menor e norte da Síria. De 1 365 a 1 076 a.C., a Assíria se tornou um grande império e potência mundial, rivalizando com o Egito. Reis como Assurubalite I (r. 1782–1751 a.C.), Enlilnirari (r. 1363–1328 a.C.), Ariquedenili (r. 1317–1306 a.C.), Adadenirari I (r. 1305–1274 a.C.), Salmanaser I (r. 1273–1244 a.C.), Tuculti-Ninurta I (r. 1243–1207 a.C.), Assurrexixi I (r. 1133–1115 a.C.) e Tiglate-Pileser I (r. 1115–1076 a.C.) forjou um império que, em seu pico, se estendia do Mar Mediterrâneo ao Mar Cáspio e do sopé do Cáucaso à Arábia. Os séculos XI e X a.C. foram uma era negra para todo o Oriente Próximo, Norte da África, Cáucaso, Mediterrâneo e regiões, com grandes convulsões e movimentos de massa de pessoas. Apesar da aparente fraqueza da Assíria, no fundo ela permaneceu uma nação sólida e bem defendida, cujos guerreiros eram os melhores do mundo. A Assíria, com sua monarquia estável e fronteiras seguras, estava em uma posição mais forte durante esse tempo do que rivais potenciais como Egito, Babilônia, Elão, Frígia, Urartu, Pérsia e Média.
As informações sobre o exército assírio durante esse tempo são difíceis de entender. Os assírios foram capazes de estabelecer sua independência em duas ocasiões, durante o Antigo Império Assírio e o Império Médio Assírio, com este último chegando até a Babilônia em sua busca pela conquista. No entanto, as táticas militares envolviam principalmente o uso de tropas formadas por fazendeiros que haviam terminado de plantar seus campos e assim podiam fazer campanha pelo rei até que a época da colheita chamasse sua atenção novamente. O resultado foi que a campanha militar foi limitada a alguns meses do ano. Como resultado, os exércitos não poderiam conquistar grandes quantidades de terra sem ter que descansar (e, portanto, permitir que seu inimigo se recuperasse) e, mesmo que o fizessem, não seriam capazes de guarnecer as terras conquistadas com tropas por muito tempo.

## Organização dos militares
A hierarquia do exército assírio era típica dos exércitos mesopotâmicos da época. O rei cujo governo foi sancionado pelos deuses, seria o comandante de todo o exército do Império. Ele nomearia oficiais superiores em certas ocasiões para fazer campanha em seu lugar se sua presença no campo de batalha pudesse ou tivesse de ser poupada. O Império Neoassírio tirou proveito de muitos tipos e estilos diferentes de embarcações e motores militaristas para a guerra. Isso inclui bigas, cavalaria e máquinas de cerco.

### Pré-reforma

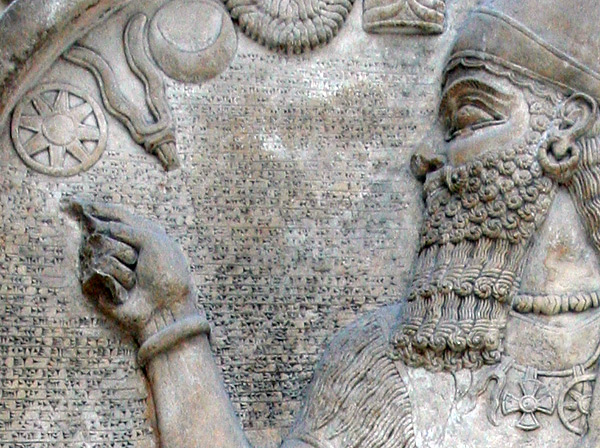
O maior comandante militar pré-reforma da Assíria, Assurnasirpal II.

Antes das reformas de Tiglate-Pileser III, o exército assírio também era muito semelhante aos outros exércitos mesopotâmicos da época. Os soldados eram, em sua maioria, agricultores criados, que precisavam retornar aos seus campos para fazer a colheita. Os soldados profissionais estavam limitados a alguns guarda-costas que protegiam o rei e outros nobres e oficiais, mas eles não teriam sido destacados ou destruídos em batalha a menos que a situação se tornasse urgente, como aconteceu mais tarde.
Os exércitos assírios podem ser muito grandes; Salmanaser III certa vez ostentou uma força de 120.000 homens em suas campanhas contra a Síria. Tal força exigia que os homens fossem extraídos dos povos conquistados. Um grande exército também precisava de mais alimentos e suprimentos e, para isso, os assírios organizaram o que precisavam para uma campanha antes de partir.

### Preparativos para uma nova campanha
Os preparativos para uma nova campanha exigiam, antes de mais nada, a reunião de tropas em uma base designada. Na Assíria, os locais designados incluíram Nínive, Calú ou Corsabade. Em algumas ocasiões, os pontos de encontro designados mudariam dependendo da campanha. Os governadores foram instruídos a acumular suprimentos de grãos, óleo e material de guerra. Outros requisitos dos governadores incluíam convocar a mão de obra necessária. Os estados vassalos eram, em particular, obrigados a apresentar tropas como parte de seu tributo ao rei assírio e em tempo útil: o fracasso em fazê-lo quase certamente seria visto como um ato de rebelião.
A chegada do rei e de sua guarda-costas encerrou a fase preliminar e o exército avançaria para o alvo de sua campanha. O exército marcharia em boa ordem; na vanguarda vinha o estandarte dos deuses, significando a servidão dos reis assírios ao seu deus principal, Assur. Em seguida veio o Rei, o humilde servo de Assur cercado por sua guarda-costas com o apoio das principais divisões de carruagem e cavalaria, a elite do exército. Na retaguarda estava a infantaria; as tropas assírias seguidas pelos povos conquistados. Em seguida, viria o trem de cerco, os vagões de suprimentos e os seguidores do acampamento. Essa formação seria muito vulnerável a um ataque pela retaguarda. Algumas colunas de tropas podiam viajar 30 milhas por dia e tal velocidade teria sido usada para surpreender e amedrontar um oponente até a submissão.

### Reformas de Tiglate-Pileser III

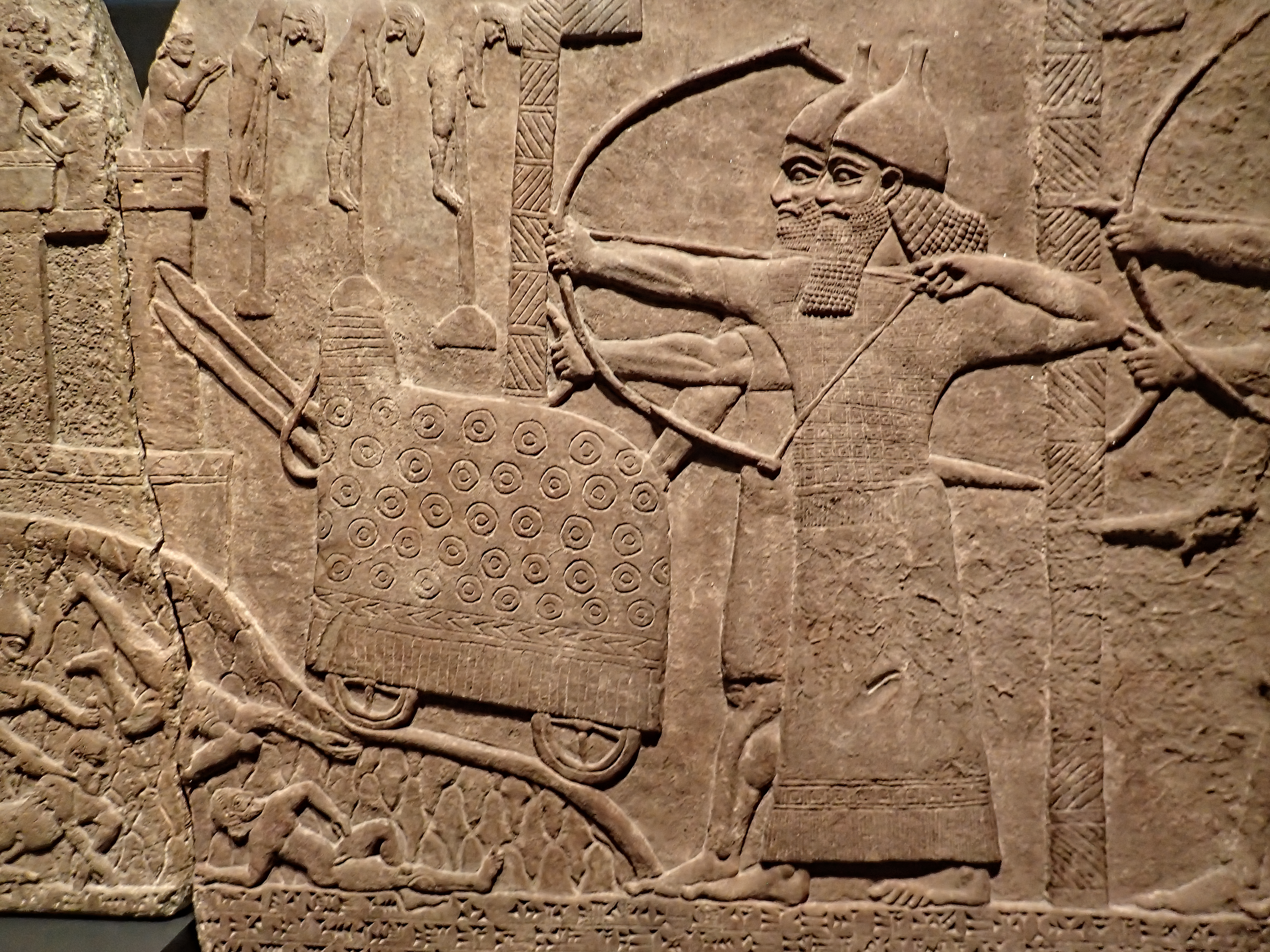
Uma imagem das tropas de Tiglate-Pileser III. No fundo, uma máquina de cerco pode ser vista.

Em pouco tempo, as fraquezas do exército assírio logo começaram a se mostrar. Batalha após batalha matou soldados importantes, enquanto as estações garantiram que os soldados voltassem após um curto período de tempo para seus campos sem alcançar conquistas decisivas. Em meados do século VIII a.C., o exército assírio não conseguia lidar com as demandas de um império que frequentemente se estendia do Mar Mediterrâneo ao Golfo Pérsico.
Tudo mudaria quando Tiglate-Pileser III subiu ao trono em 745 a.C.. Depois de aumentar a eficiência da administração assíria, ele mudou também o exército assírio. O aspecto mais importante de sua reforma foi a introdução de um exército permanente. Isso incluía um grande número de soldados estrangeiros, mas se misturava a outros soldados assírios. Esses homens podiam ser fornecidos por estados vassalos como tributo ou quando exigidos pelo rei assírio. Eles receberam equipamentos e uniformes assírios que os tornavam indistinguíveis uns dos outros, possivelmente para aumentar sua integração. Enquanto a infantaria no exército permanente continha um grande número de estrangeiros (incluindo arameus e até mesmo gregos), a cavalaria assíria e os cocheiros continuaram a ser dominados pelos assírios. No entanto, houve exceções e, à medida que as baixas aumentavam, tropas adicionais não seriam indesejadas; Sargão II relata que conseguiu incorporar 60 equipes de carruagens israelitas ao seu exército.

### Transporte e comunicação

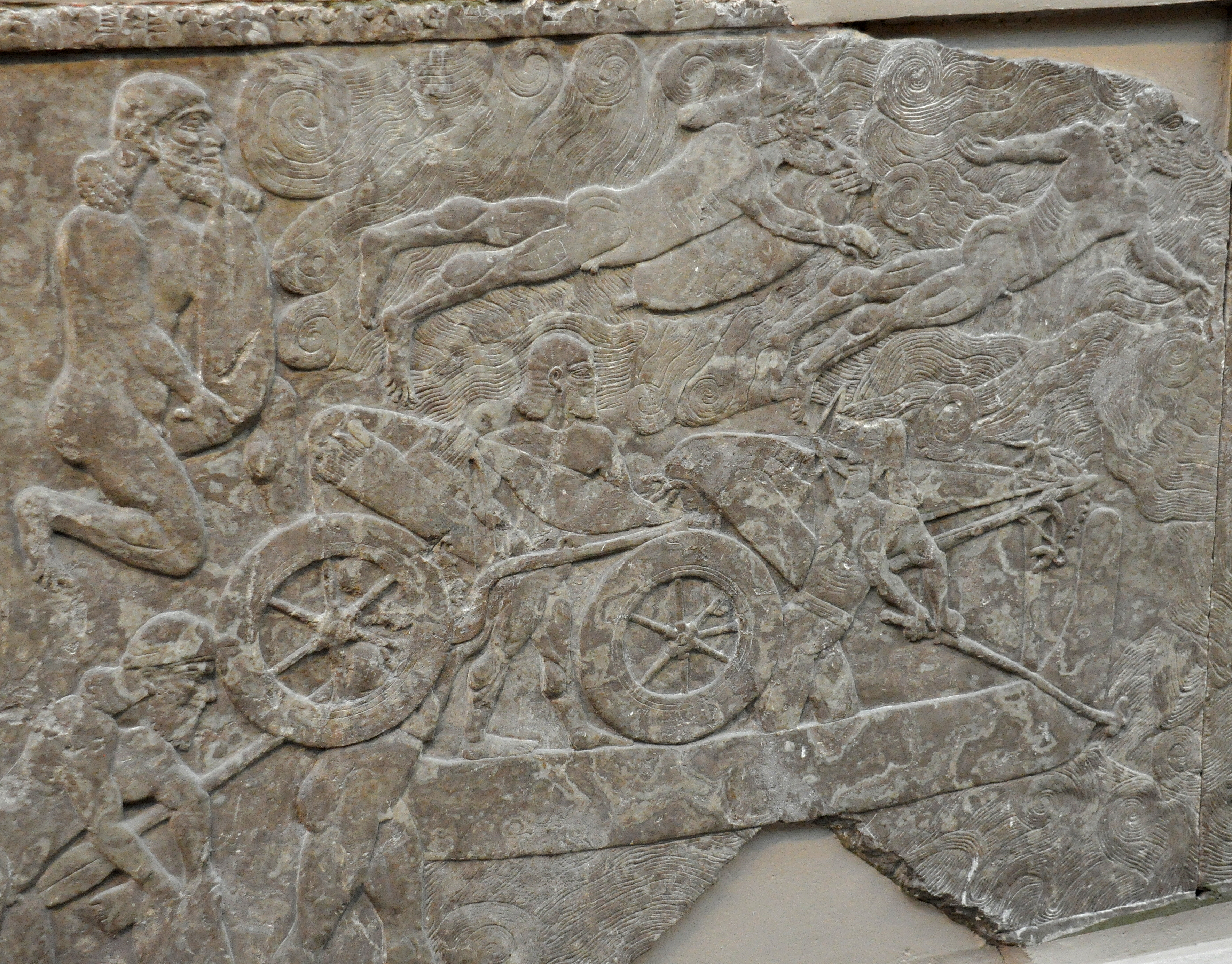
O exército assírio cruza um rio, provavelmente o Eufrates. Alguns soldados nadam enquanto outros carregam carruagens em um barco. Relevo assírio durante o reinado de Assurnasirpal II, de Ninrude, atualmente no Museu Britânico.

Com a ascensão do Império Assírio, novas demandas foram colocadas em transporte e comunicação. Antes do Império Neoassírio, as estradas na Mesopotâmia eram pouco mais do que caminhos bem trilhados usados pelos habitantes locais. No entanto, isso era inadequado para um império cujos exércitos estavam constantemente em movimento, reprimindo uma revolta após a outra. Os assírios foram os primeiros a instituir, controlar e manter um sistema de estradas em todo o seu império. Foi estabelecido um sistema de comunicação estadual com estações de passagem regulares para os mensageiros descansarem e/ou trocarem montarias. Mais tarde, eles formariam a base para os persas expandirem esse sistema para seu próprio império.
Montanhas acidentadas foram cortadas, diminuindo muito o tempo de viagem. Os engenheiros construíram bons pavimentos de pedra que conduzem às grandes cidades de Assur e Nínive, de modo a impressionar os estrangeiros com a riqueza da Assíria. Por volta do segundo milênio a.C., pontes de madeira foram construídas através do Eufrates. No primeiro milênio a.C., Nínive e Assur tinham pontes de pedra, testemunho da riqueza do reino de Assur. A construção de estradas e o aumento do transporte significavam que as mercadorias fluiriam pelo império com maior facilidade, alimentando ainda mais o esforço de guerra assírio. Claro, as estradas que aceleravam as tropas assírias não discriminariam e também acelerariam as tropas inimigas.

### Uso de camelos
Os assírios foram os primeiros a usar camelos como bestas de carga em suas campanhas militares. Os camelos eram mais úteis do que os burros porque podiam carregar cinco vezes mais carga, mas exigiam menos água. Os camelos não foram domesticados até pouco antes de 1 000 a.C., na véspera do Império Neoassírio. O primeiro camelo a ser domesticado foi o dromedário.

### Veículos de rodas

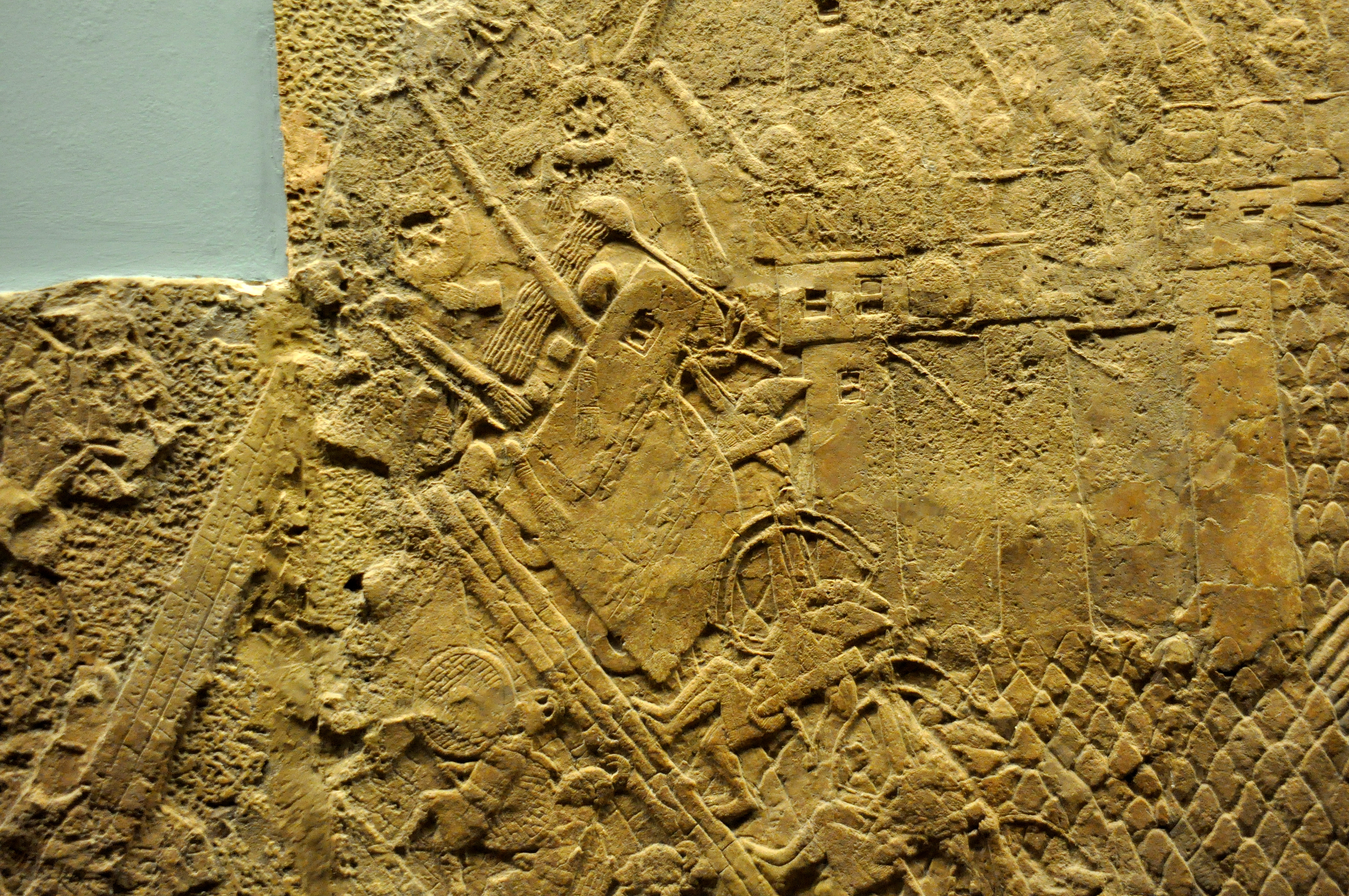
Máquina de cerco assíria atacando a muralha da cidade de Laquis, parte da onda de assalto ascendente. Detalhe de um relevo de parede que remonta ao reinado de Senaqueribe, –. De Nínive, Iraque, atualmente instalado no Museu Britânico.

Tradicionalmente, os sumérios são creditados por inventar a roda em algum momento antes de 3 000 a.C., embora haja cada vez mais evidências para apoiar uma origem indo-europeia na região do Mar Negro da Ucrânia (Wolchover, Scientific American, 2012). De qualquer forma, os assírios foram os primeiros a fabricar pneus de metal, feitos de cobre, bronze e posteriormente ferro. As rodas revestidas de metal têm a vantagem de serem mais duráveis.

### Armas

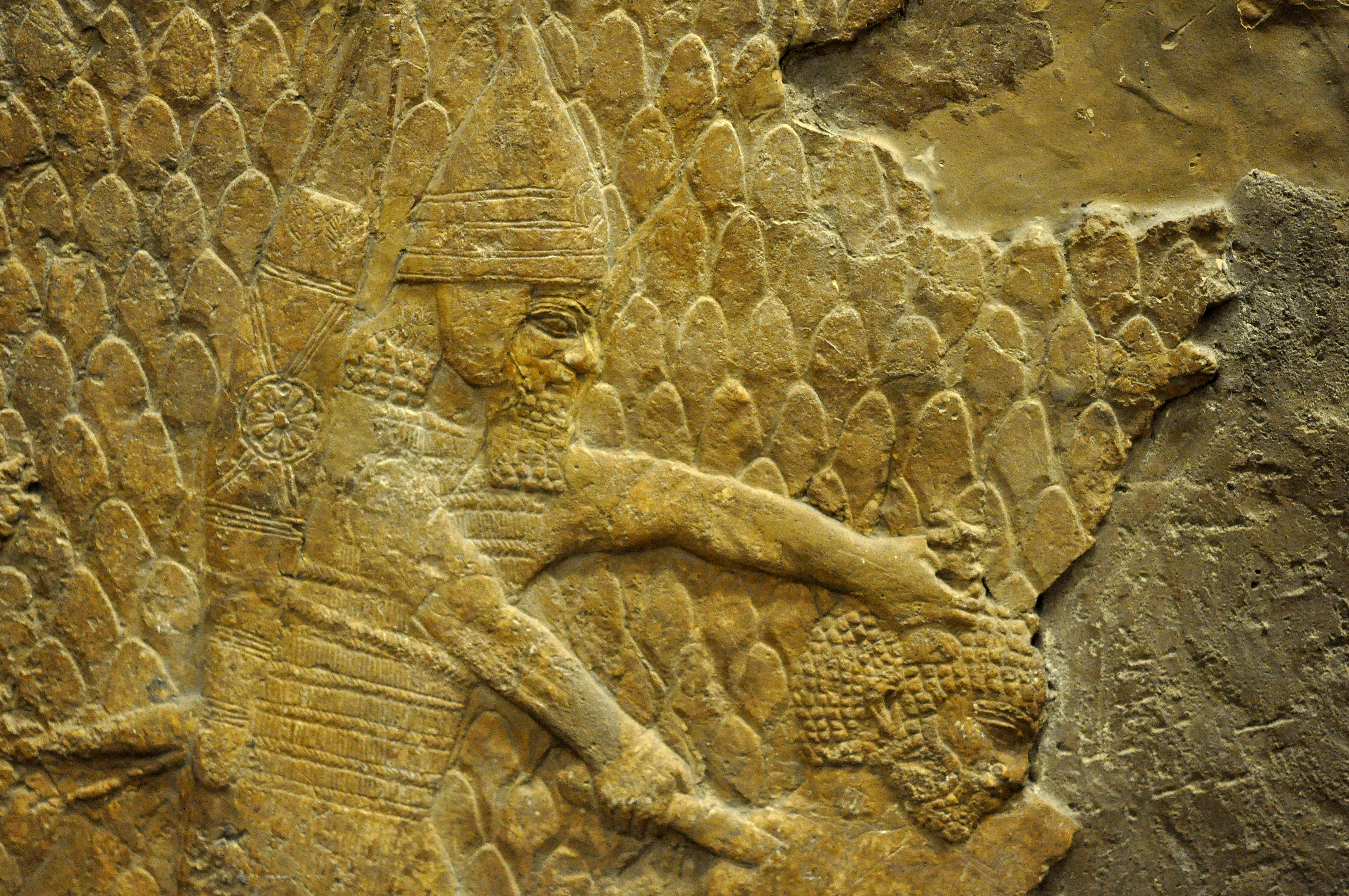
Soldado assírio, usando uma adaga, prestes a decapitar um prisioneiro da cidade de Laquis. Detalhe de um relevo de parede que remonta ao reinado de Senaqueribe, –. De Nínive, Iraque, atualmente instalado no Museu Britânico.

- Lanças consistindo em uma haste de madeira com ponta de lança de ferro letal (5 pés de comprimento no total);
- Espadas de ferro para lutar à queima-roupa;

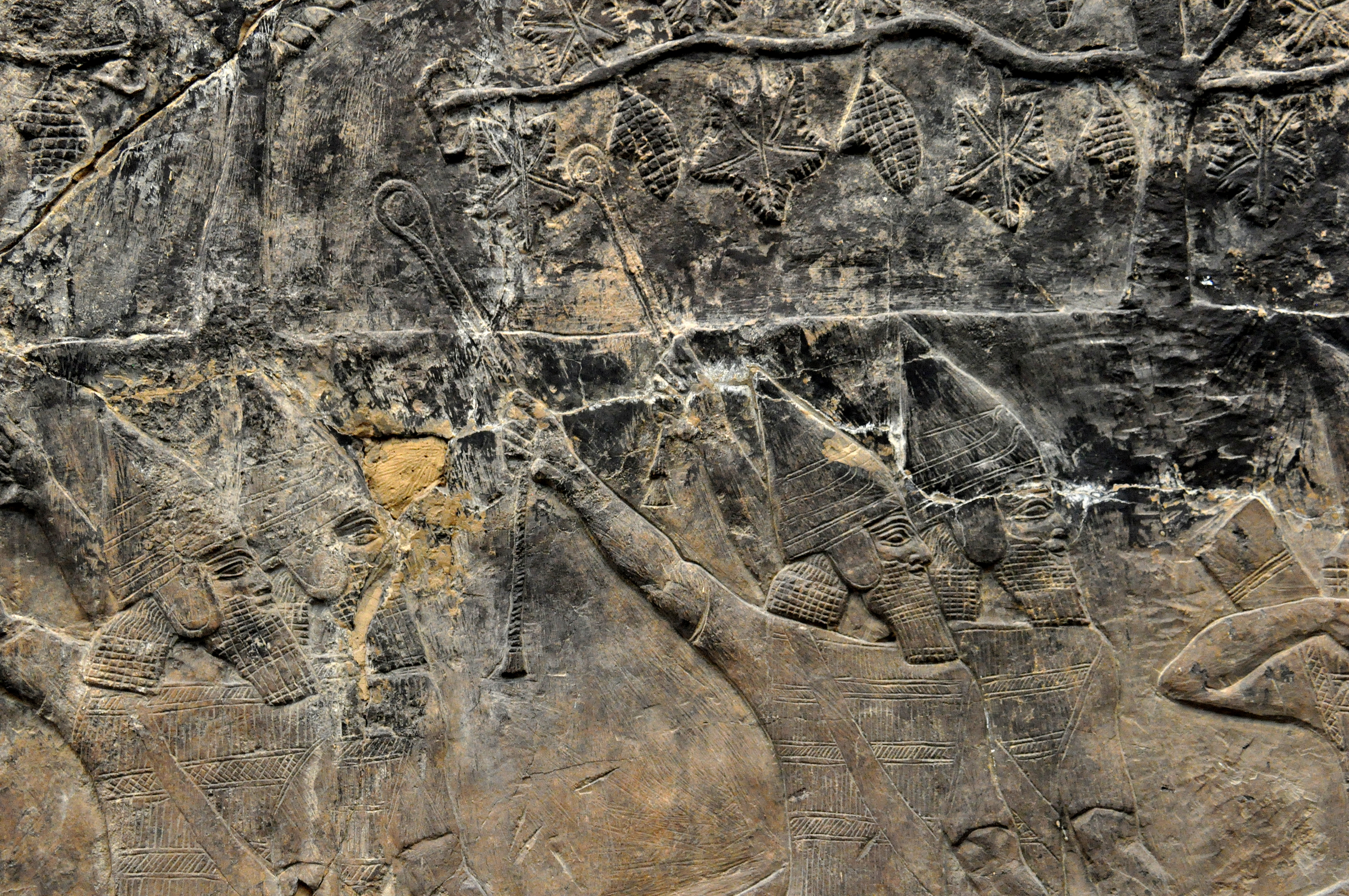
Atiradores da Assíria atirando pedras contra o inimigo na cidade de -alamu. Detalhe de um relevo de parede que remonta ao reinado de Senaqueribe, –. De Nínive, Iraque, atualmente instalado no Museu Britânico.

- Adagas para cortar gargantas;
- Dardo para quebrar escudos.

- Lingas para atirar pedras;
- Flechas de arco e flecha.

### Carruagens

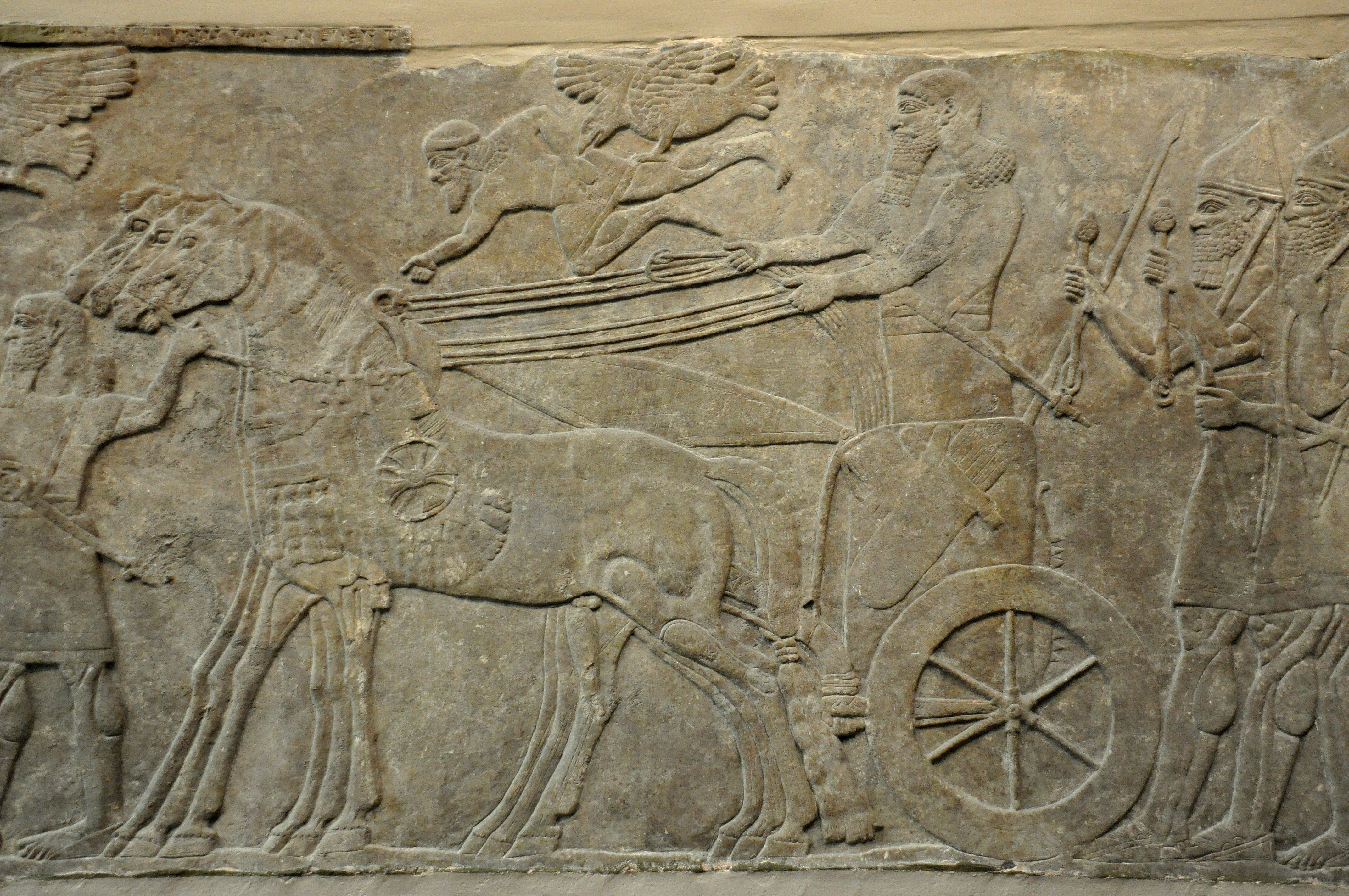
Carruagem de guerra assíria que remonta ao reinado de Assurnasirpal II, –. Detalhe de um relevo de parede de gesso de Ninrude, atualmente instalado no Museu Britânico.

O núcleo do exército assírio estava em suas carruagens. A carruagem era uma embarcação rápida e extremamente manobrável. O uso de bigas na guerra assemelhava-se a um exército bem disciplinado que dominava o campo de batalha em manobras de flanco, fazendo com que as forças opostas se dividissem ou fugissem do campo de batalha. Os carros geralmente consistiam em dois ou três cavalos, uma plataforma com duas rodas e dois soldados. Um soldado teria o controle das rédeas para guiar, enquanto o outro empunharia um arco e flecha para atirar nas tropas inimigas. O uso de bigas é limitado a um campo de batalha relativamente plano, tornando-o eficaz em certos locais. Os antigos egípcios e sumérios usavam carros de guerra dessa forma como plataformas móveis de disparo ou como plataformas móveis de comando; a vista elevada daria ao general alguma capacidade de ver como as tropas se saíam na batalha. Como a carruagem era rápida e facilmente manobrável, um uso alternativo para carruagens era enviar mensagens de e para o campo de batalha. Eles também eram um navio de prestígio usado pelos reis assírios para exibir riqueza e poder.
No entanto, o surgimento da cavalaria no primeiro milênio a.C. significou que, no século VII a.C., a carruagem foi rebaixada para funções de combate apenas; carruagens mais leves consistindo de dois a três cavalos foram posteriormente atualizadas sob o reinado de Assurbanípal para carruagens pesadas de quatro cavalos. Essas carruagens podiam conter até quatro homens. Os carros mais pesados também encontraram novos papéis, colidindo com as formações inimigas e dispersando a infantaria no processo. A cavalaria e a infantaria assírias seriam então capazes de explorar a lacuna e derrotar o inimigo, assumindo assim o campo de batalha.

### Cavalaria

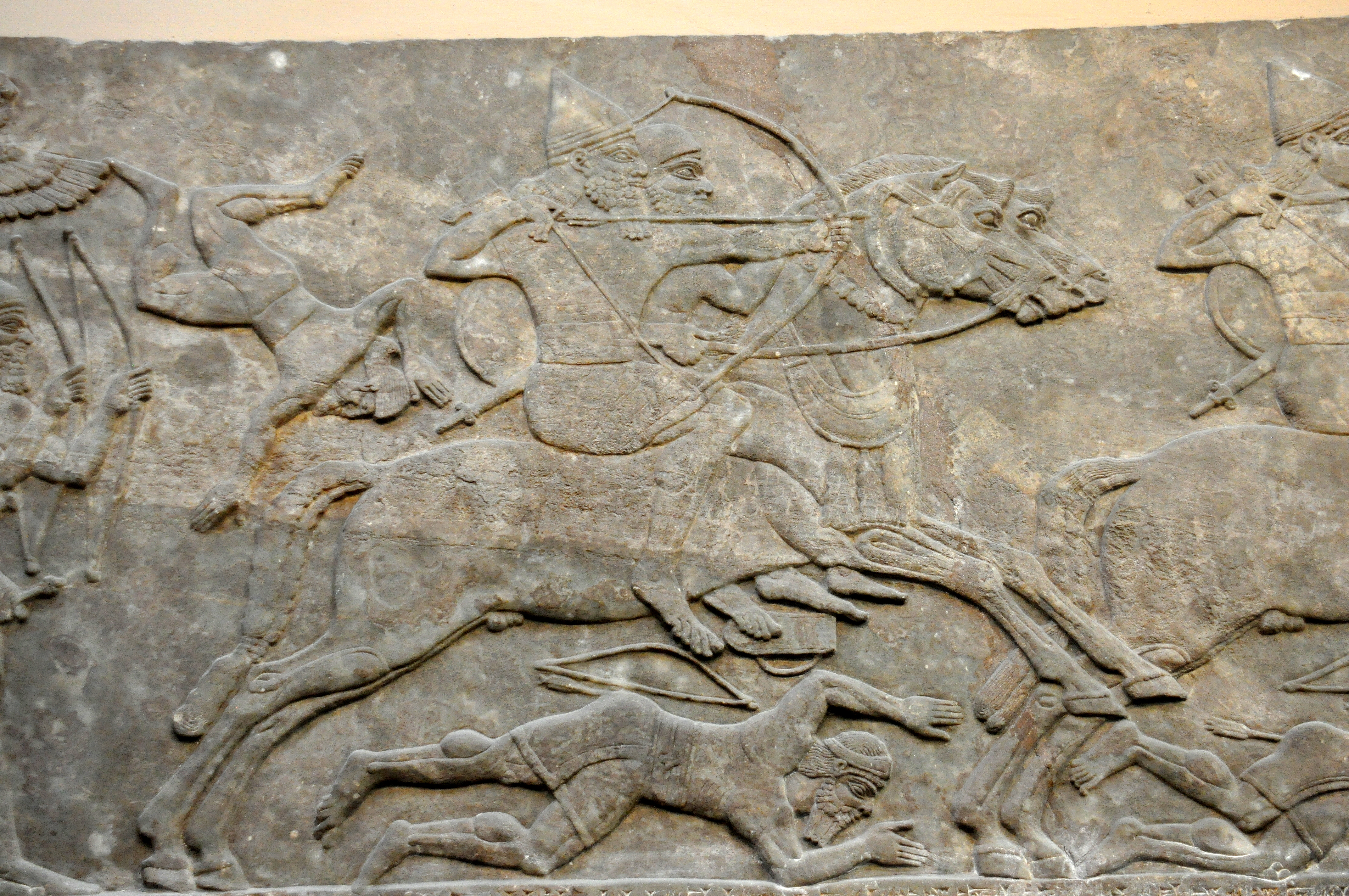
A cavalaria assíria ataca o inimigo, datando do reinado de Assurnasirpal II, –. Detalhe de um relevo de parede de gesso de Ninrude, atualmente instalado no Museu Britânico.

O uso da cavalaria foi o resultado de ter novos e diferentes inimigos em terrenos acidentados e montanhosos. Os carros não podiam operar em terrenos acidentados, o que significava que uma nova tática precisava ser desenvolvida. A cavalaria operava como o corpo de bigas, como uma classe de soldados de elite intimidante e bem blindada que poderia dominar o campo de batalha e virar a maré da guerra. As unidades de cavalaria estavam bem equipadas com armaduras leves, lanças ou lanças, bem como arcos e flechas. O uso da cavalaria no século IX a.C. funcionou quase da mesma forma que as carruagens; dois cavalos com um soldado controlando as rédeas enquanto outro soldado empunhava uma arma de longo alcance. Ao longo de quase dois séculos, os assírios foram capazes de dominar a arte da cavalaria. No entanto, as tentativas assírias tiveram dificuldades; arqueiros a cavalo eram usados, mas não podiam usar seus arcos e as rédeas de seus cavalos ao mesmo tempo. Como resultado, a cavalaria sob Assurnasirpal é representada em pares, com um cavaleiro segurando as duas rédeas e o outro atirando com um arco. Os assírios tiveram menos problemas com a cavalaria quando foram destacados como lanceiros; sob Tiglate-Pileser III, a cavalaria assíria continuou a ser emparelhada, mas desta vez cada guerreiro segurava sua própria lança e controlava seu próprio cavalo. No século VII a.C., os guerreiros assírios montados estavam bem armados com um arco e uma lança, e blindados com armadura lamelar, enquanto suas montarias foram equipadas com armadura de tecido, fornecendo proteção limitada, mas útil em combate próximo e contra mísseis. A cavalaria formaria o núcleo dos exércitos assírios posteriores. A cavalaria podia dominar os campos de batalha, mas sua única fraqueza ao tentar dividir as tropas inimigas seriam as lanças compridas. Lanças longas eram capazes de eliminar unidades de cavalaria de uma distância segura, permitindo que as tropas inimigas mantivessem a linha.
A cavalaria raramente era usada pelos assírios ou muitos outros mesopotâmicos até o século IX a.C., quando seu uso é mencionado durante o reinado de Tuculti-Ninurta II. Antes disso, muitos nômades ou guerreiros das estepes que invadiram as terras assírias dependiam da cavalaria. Os assírios tiveram que se opor a essa forma móvel de guerra e vencer seus oponentes, principalmente os iranianos, em seu próprio jogo. Talvez a maior influência externa tenha sido a dos medos iranianos. A invasão daquele povo ajudou nas tentativas assírias de construir um exército de cavalaria com o qual destruir Elão.
Grandes unidades de cavalaria foram obrigadas a ser implantadas pelos assírios; algumas unidades consistiam em centenas ou até mil cavaleiros. Não há dúvida de que, sem um fornecimento contínuo de cavalos, a máquina de guerra assíria teria entrado em colapso. Como o império sofreu terríveis baixas durante as campanhas de conquista de Assurbanípal, as rebeliões após sua morte podem ter contribuído significativamente para a queda do império, pois menos vassalos estavam disponíveis para pagar tributos aos cavalos e outros materiais de guerra necessários. Os cavalos eram um recurso de guerra muito importante e o próprio rei assírio tinha um interesse pessoal em supervisionar um suprimento adequado de cavalos. Três fontes principais de cavalos foram:
- Incursões destinadas a roubar cavalos de oponentes, como os citas ou outros povos das estepes.
- Homenagem paga por estados vassalos.
- Oficiais de alto escalão supervisionando a produção de cavalos e se reportando ao rei.[26]

Os cavalos eram retirados de províncias remotas e trazidos para serem treinados com novos recrutas para a guerra.

### Infantaria

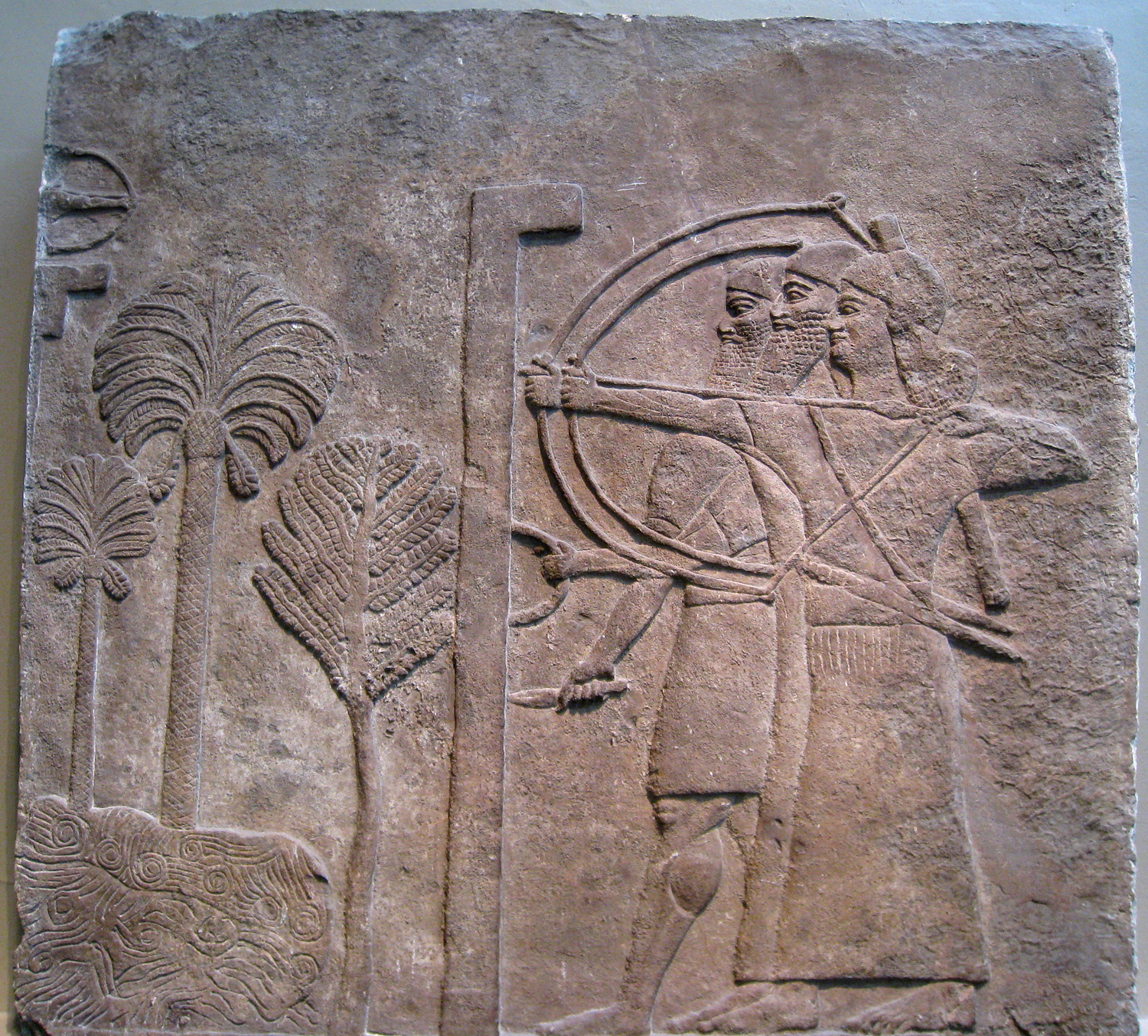
Arqueiros assírios mirando, sob a proteção de um escudeiro.

Enquanto a cavalaria fornecia o braço mais caro e eficaz do Império Assírio, a infantaria era mais barata e numerosa. Nas circunstâncias certas, eles também eram mais eficazes, por exemplo na guerra de cerco, onde a mobilidade fornecida por cavaleiros não seria vantajosa. A infantaria assíria era composta por assírios nativos e estrangeiros empregados como auxiliares, lanceiros, fundeiros, portadores de escudos ou arqueiros. O último tipo era o mais dominante nos exércitos assírios. Desde a época de Assurnasirpal, os arqueiros eram acompanhados por um portador de escudo, enquanto os atiradores tinham como objetivo distrair o inimigo para que baixasse o escudo para se proteger contra as pedras, permitindo assim que os arqueiros atirassem acima das paredes de escudos e matassem seus inimigos. Mesmo na guerra de cerco, as flechas foram usadas para afastar os defensores da parede enquanto os engenheiros avançavam contra as fortificações.
Muitos tipos diferentes de arcos são registrados pelos assírios, incluindo acádio, cimério e seu próprio tipo "assírio". No entanto, é mais provável que essas fossem simplesmente variantes diferentes do poderoso arco composto. Dependendo do arco, um arqueiro teria um alcance de 250 a 650 metros. Um grande número de flechas poderia ser gasto em batalha, portanto, na preparação para a guerra, muitas flechas seriam feitas. Também existiam instalações que viajariam com o trem de suprimentos do exército que poderia fabricar mais flechas.
Lanceiros foram apresentados à infantaria sob o comando de Tiglate-Pileser III. Representações de infantaria com proteção especial de metal em escala de bronze são raras e as reconstruções mostram os menores coletes pesando até 20 libras (9 kg), com armaduras até os tornozelos triplicando o peso de metal e couro.

## Táticas e estratégias

### Táticas
| “             | Por ordem do deus Assur, o grande Senhor, avancei sobre o inimigo como a aproximação de um furacão ... Eu os derrubei e os fiz voltar. Eu tranquei as tropas do inimigo com dardos e flechas. Humbanundasa, o comandante-chefe do rei de Elão, junto com seus nobres ... Cortei suas gargantas como ovelhas ... Meus corcéis empinados, treinados para arreios, mergulharam em seu sangue jorrando como em um rio; as rodas de minha carruagem de batalha estavam salpicadas de sangue e sujeira. Eu enchi a planície com cadáveres de seus guerreiros como erva. | ” |
| — Senaqueribe | |   |

De The Historians' History of the World: "A lança do lacaio assírio era curta, mal excedendo a altura de um homem; a do cavaleiro parece ter sido consideravelmente mais longa ... A haste era provavelmente de alguma madeira forte, e não consistem em uma cana, como a da lança árabe moderna."

Os ataques frontais assírios foram concebidos para chocar o inimigo e surpreendê-lo. No entanto, eles também eram uma estratégia empregada quando o tempo não estava do lado deles:
| “           | As hostilizadas tropas de Assur, que percorreram um longo caminho, muito cansadas, lentas para responder, que cruzaram e cruzaram inumeráveis montanhas íngremes, de grande dificuldade para subir e descer, seu moral se tornou amotinado. Eu não poderia dar alívio a seu cansaço, nenhuma água para matar sua sede; Eu não poderia montar acampamento, nem consertar defesas. | ” |
| — Sargão II | |   |

Apesar do acima exposto, o instinto de Sargão II salvou o dia; liderando suas tropas exaustos, ele lançou um ataque surpresa contra seus oponentes urartianos, que quebraram com a velocidade e a surpresa do ataque. A batalha foi tão violenta que o rei urartiano abandonou seus oficiais de estado, governadores, 230 membros da família real, muitos cavalaria e infantaria, e até a própria capital.

### Estratégias

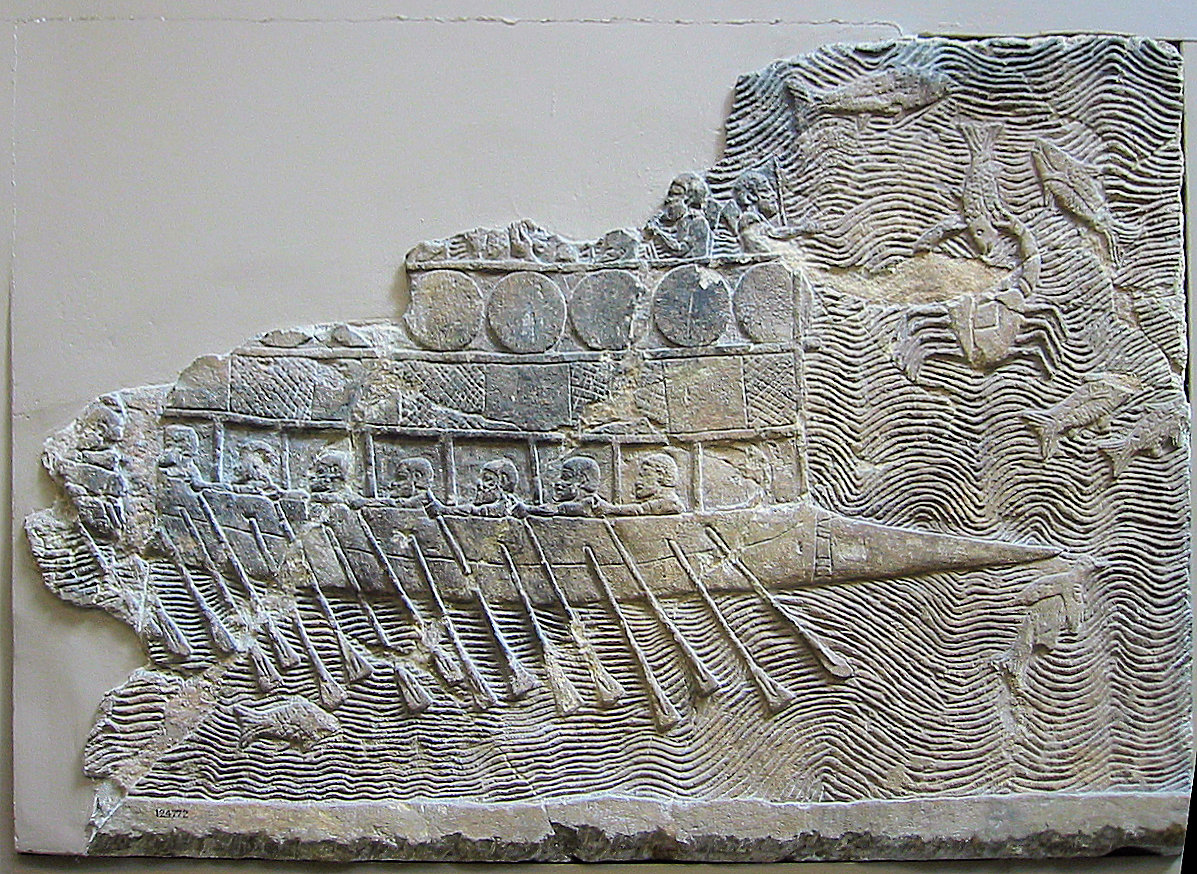
Navios de guerra assírios. Os assírios os teriam usado para transportar cavalos, carruagens e suprimentos pelos rios. Embora tenham chegado ao Mediterrâneo em várias ocasiões, rebeliões no Crescente Fértil teriam tornado improváveis tais aventuras marítimas no Mediterrâneo.

A natureza da Mesopotâmia, simples e fértil com poucas defesas naturais, significava que as operações defensivas estavam fora de questão; apenas um ataque decisivo poderia defender locais tão vulneráveis, mas valiosos. As cidades de Assur e Nínive foram ambas imprensadas entre rios; Nínive era mais fechada e protegida pelo Tigre, enquanto Assur, embora estivesse perto do Tigre, ficava a uma distância razoável do Eufrates. O resultado foi que ambas as cidades tinham certa proteção natural. No entanto, os rios não parariam um exército determinado, então atacar e destruir a capacidade de seus inimigos de travar a guerra era o melhor método para garantir a sobrevivência dos assírios. Para tanto, os assírios buscaram um encontro decisivo que destruiria os exércitos de seus inimigos.
Colonização: Os assírios, em conjunto com suas políticas de deportação (veja abaixo), também enviariam alguns dos seus para terras estrangeiras e os estabeleceriam como colonos. O objetivo principal era estabelecer uma base de poder leal; impostos, comida e tropas poderiam ser aumentados aqui de maneira tão confiável quanto em sua terra natal, ou pelo menos essa deve ter sido a esperança. Além disso, sua presença traria inúmeros benefícios: resistência a outros conquistadores, um contra-ataque a quaisquer rebeliões dos nativos e ajudar os governadores assírios provinciais a assegurar que o estado vassalo fosse leal à Assíria.
Destruição de cidades: é preciso ter cuidado antes de presumir que os assírios utilizaram a guerra total. No entanto, sabe-se que os assírios, como parte de sua estratégia geral de enfraquecimento de seus oponentes e de vingança, destruiriam violentamente o que não podiam recuperar ou não podiam consolidar. A respeito da conquista assíria de Elão, Assurbanípal registrou:
| “              | Por uma distância de um mês e uma jornada de vinte e cinco dias, eu devastava as províncias de Elão. Sal e sihlu espalhei sobre eles ... A poeira de Susã, Madaquetu, Haltemas e o resto das cidades eu reuni e levei para a Assíria ... O barulho das pessoas, os passos de gado e ovelhas, os gritos alegres de regozijando, eu bani de seus campos. Burros selvagens, gazelas e todos os tipos de feras da planície fiz com que deitassem entre eles, como se estivessem em casa. | ” |
| — Assurbanípal | |   |

## Guerra psicológica
Os assírios apreciaram plenamente o uso de aterrorizar seus inimigos. Para conservar a mão de obra e rapidamente resolver os múltiplos problemas da Assíria, os assírios preferiram aceitar a rendição de seus oponentes ou então destruir sua capacidade de resistir a uma rendição. Isso explica em parte sua estratégia e tática ofensiva.

### Deportações

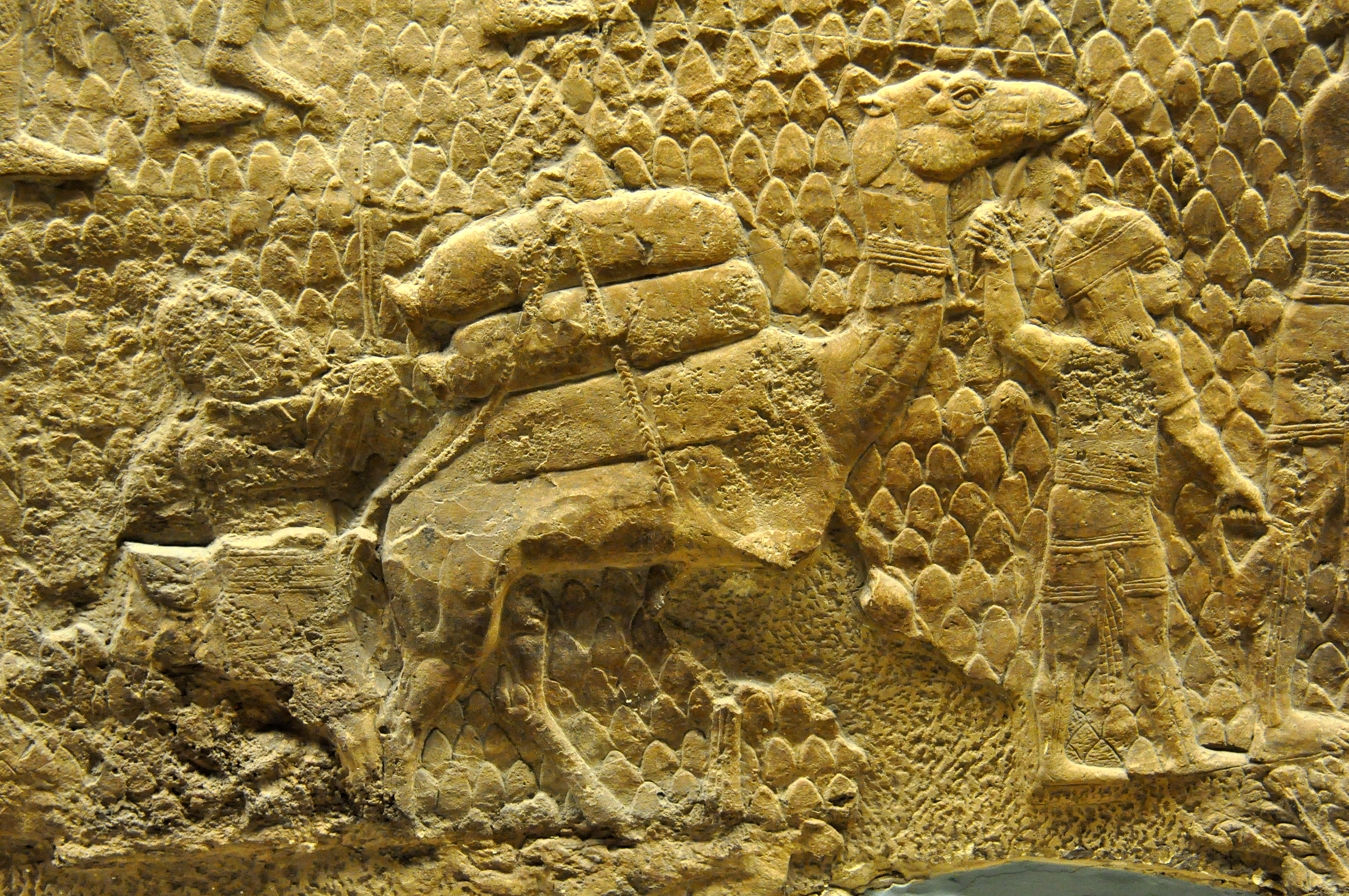
Detalhe de uma parede de gesso em relevo representando a deportação dos habitantes da cidade de Laquis pelo exército assírio. Reinado de Senaqueribe, –, de Nínive, Iraque, atualmente instalado no Museu Britânico.

Os judeus foram um dos muitos povos deportados pelos assírios.

Não se sabe se os assírios foram os primeiros a deportar pessoas, embora, como nenhum antes havia governado o Crescente Fértil como o fizeram, é provável que tenham sido os primeiros a praticá-lo em grande escala. Os assírios começaram a utilizar a deportação em massa como punição para rebeliões desde o século XIII a.C.. Os propósitos de deportação incluíram, mas não foram limitados a:
1) Guerra psicológica: a possibilidade de deportação teria aterrorizado o povo;
2) Integração: uma base populacional multiétnica em cada região teria refreado o sentimento nacionalista, tornando o funcionamento do Império mais tranquilo;
3) Preservação de recursos humanos: em vez de ser massacrada, as pessoas poderiam servir como mão-de-obra escrava ou como recrutas no exército.
Por volta do século IX a.C., os assírios criaram o hábito de deportar regularmente milhares de súditos inquietos para outras terras. O reassentamento dessas pessoas na pátria assíria teria minado a base de poder do Império Assírio se eles se rebelassem novamente. Como resultado, a deportação assíria envolveu a remoção de uma população inimiga e o assentamento em outra. Abaixo está uma lista de deportações realizadas por reis assírios:
- 744 a.C.: Tiglate-Pileser III deporta 65 000 pessoas do Irã para a fronteira assíria-babilônica no rio Diala.
- 742 a.C.: Tiglate-Pileser III deporta 30 000 pessoas de Hamate, Síria, e para as montanhas Zagros, no leste.
- 721 a.C.: Sargão II (reivindicado) deporta 27 290 pessoas de Samaria, Israel e as dispersa por todo o Império. No entanto, é provável que seu antecessor deposto, Salmanaser V tenha ordenado a deportação.
- 707 a.C.: Sargão II deporta 108 000 caldeus e babilônios da região da Babilônia.
- 703 a.C.: Senaqueribe deporta 208 000 pessoas da Babilônia.

Tiglate-Pileser III reintroduziu a deportação em grande escala, deportando dezenas, até centenas de milhares de pessoas. As deportações também foram associadas à colonização; veja acima para mais detalhes.

### Lidar com rebeldes

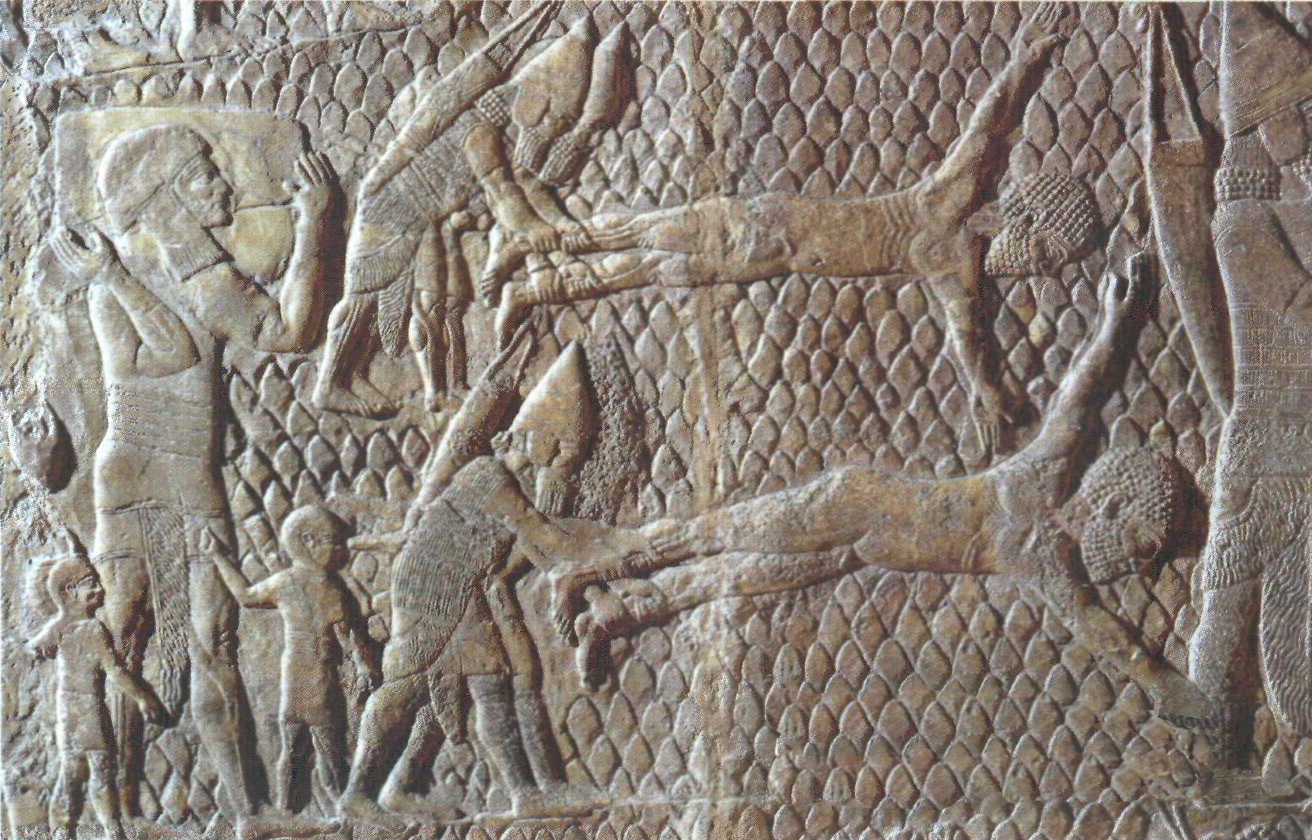
Assírios esfolando seus prisioneiros vivos.

Sempre que uma rebelião eclodiu no império assírio, os reis assírios inevitavelmente a esmagaram brutalmente (como uma alternativa à deportação) e aplicaram grandes punições aos vassalos rebeldes. Assurnasirpal II assegurou que as rebeliões que encontrou seriam esmagadas com a mesma crueldade para que seus oponentes nunca mais o fizessem. Em uma de suas expedições, Assurnasirpal descreveu como enfrentou os rebeldes, nos quais eles estavam sendo esfolados, empalados, decapitados ou queimados vivos:
| “                  | Eu derrubei 3 000 de seus guerreiros com a espada. Tirei prisioneiros, posses, bois [e] gado deles. Eu queimei muitos cativos deles. Capturei muitas tropas com vida: de algumas cortei seus braços [e] mãos; de outros, corto seus narizes, orelhas e extremidades. Eu arranquei os olhos de muitas tropas. Eu fiz uma pilha de vivas (e) uma de cabeças. Pendurei suas cabeças nas árvores ao redor da cidade, queimei seus meninos adolescentes [e] meninas. Eu arrastei, destruí, queimei e consumi a cidade. | ” |
| — Assurnasirpal II | |   |

O tratamento brutal de Assurnasirpal II conseguiu pacificar os rebeldes. Enquanto fazia campanha na Síria, ele conseguiu levar um grande número de soldados da Mesopotâmia, sem medo de que uma rebelião cortasse suas linhas de abastecimento. Eles foram tão bem-sucedidos em sua brutalidade nas cidades do norte da Síria, que muitos dos assentamentos menores foram imediatamente entregues às suas tropas, então eles marcharam para o sul em paralelo ao Mediterrâneo.
Os assírios consideravam seus reis governando com a sanção dos deuses (ou do deus Assur). Se rebelar contra este mais humilde servo de Assur, significa desafiar o próprio Assur, algo que só poderia trazer destruição divina; portanto, a glorificação de tal brutalidade.
Outros atos de brutalidade são: estupro, mutilação de homens até a morte, enfiar cabeças, braços, mãos e lábios nas paredes da cidade conquistada, crânios e narizes no topo em estacas. Como alternativa, os cadáveres também podem ser empilhados ou mesmo cortados e dados aos cães. Em algumas ocasiões, cegando as pessoas enquanto andam por aí falando sobre os terrores assírios para desmoralizar a população local.

## Guerra de cerco

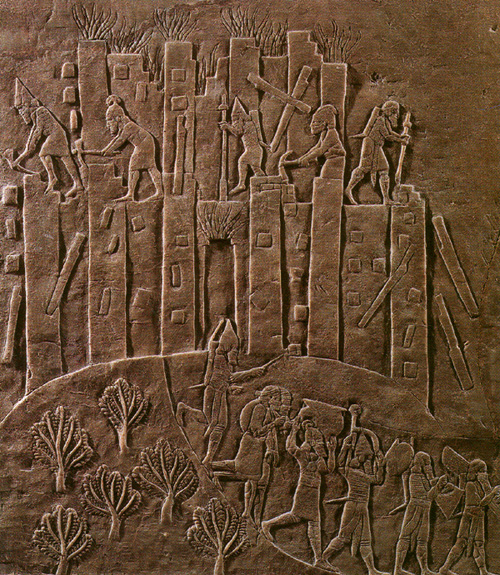
Hamanu sendo saqueado pelos assírios. A campanha brutal de Assurbanípal contra Elão em é registrada de forma triunfante neste relevo. Aqui, as chamas sobem da cidade enquanto os soldados assírios a derrubam com picaretas e pés de cabra e carregam os despojos.

Em 647 a.C., o rei assírio Assurbanípal arrasou a cidade durante uma guerra na qual o povo de Susã aparentemente participou do outro lado. Uma tábua desenterrada em 1854 por Austen Henry Layard em Nínive revela Assurbanípal como um "vingador", buscando retribuição pelas humilhações que os elamitas infligiram aos mesopotâmicos ao longo dos séculos. Assurbanípal dita a retribuição assíria após seu cerco bem-sucedido a Susã:
| “              | Susã, a grande cidade sagrada, morada de seus deuses, sede de seus mistérios, eu venci. Entrei em seus palácios, abri seus tesouros onde se acumulavam prata e ouro, bens e riquezas ... Destruí o zigurate de Susã. Eu quebrei seus chifres de cobre brilhantes. Reduzi os templos de Elão a nada; seus deuses e deusas eu espalhei ao vento. As tumbas de seus reis antigos e recentes eu destruí, expus ao sol e carreguei seus ossos em direção à terra de Assur. Devastei as províncias de Elão e em suas terras semeei sal. | ” |
| — Assurbanípal | |   |

As planícies e terras férteis da Mesopotâmia não eram apenas ideais para a guerra, mas também atraíam guerra. Os invasores de todas as nações cobiçavam as terras dos assírios: citas ao norte, sírios, arameus e cimérios ao oeste, elamitas ao leste e babilônios ao sul. Na verdade, este último nunca se cansou de se rebelar contra o domínio assírio. Como resultado, a fim de evitar que os carros e a cavalaria sobrecarregassem completamente esses assentamentos, as paredes foram construídas, embora muitas vezes de lama ou argila, já que a pedra não era barata nem facilmente disponível. A fim de destruir os oponentes, essas cidades também tiveram que ser tomadas e, portanto, os assírios logo dominaram a guerra de cerco; Esarhaddon afirma ter tomado Mênfis, a capital do Egito em menos de um dia, demonstrando a ferocidade e a habilidade das táticas de cerco assírias neste momento:
| “           | Lutei diariamente, sem interrupção, contra Taraca, rei do Egito e da Etiópia, aquele amaldiçoado por todos os grandes deuses. Cinco vezes eu o acertei com a ponta de minhas flechas, causando feridas das quais ele não se recuperaria, e então sitiei Memphis, sua residência real, e a conquistei em meio dia por meio de minas, brechas e escadas de assalto. | ” |
| — Assaradão | |   |

Os cercos eram caros em termos de mão de obra e ainda mais se um ataque fosse lançado para tomar a cidade à força - o cerco de Laquis custou aos assírios pelo menos 1 500 homens encontrados em uma vala comum perto de Laquis. Antes do advento de exércitos permanentes, a melhor esperança de uma cidade seria que a colheita forçaria o inimigo a retornar aos seus campos e, portanto, abandonar a cidade. No entanto, com as reformas de Tiglate-Pileser III, o primeiro exército permanente da Assíria foi forjado e poderia, portanto, bloquear uma cidade até que ela se rendesse. No entanto, sabe-se que os assírios sempre preferiram tomar uma cidade de assalto a se contentar com um bloqueio: o primeiro método seria seguido pelo extermínio ou deportação dos habitantes e, portanto, assustaria os oponentes da Assíria a se renderem também.

### Armas de cerco
A arma de cerco mais comum e de longe a mais barata era a escada. No entanto, as escadas são fáceis de derrubar e, portanto, os assírios derramavam flechas em seus oponentes para fornecer fogo de cobertura. Esses arqueiros, por sua vez, seriam apoiados por portadores de escudos. Outras maneiras de minar as defesas dos inimigos incluíam a mineração. Um relevo assírio do século IX a.C. retrata soldados usando escadas para escalar paredes, enquanto outros usam suas lanças para raspar a lama e a argila das paredes. Um soldado também é retratado sob uma parede, sugerindo que a mineração foi usada para minar as fundações e derrubar as paredes sobre seus oponentes.
O aríete parece ser uma das melhores contribuições dos assírios para a guerra de cerco. Embora não se pareçam em nada com as armas mais resistentes usadas pelos gregos e romanos muitos séculos depois, ainda assim serviram ao seu propósito. Eles consistiam em uma estrutura de madeira semelhante a um tanque sobre quatro rodas. Havia uma pequena torre no topo para os arqueiros fornecerem cobertura de fogo enquanto o motor avançava. Quando atingiu seu destino, sua arma principal, uma grande lança, foi usada para golpear e lascar pedaços da parede inimiga. Embora isso fosse quase inútil contra paredes de pedra, é preciso ter em mente que lama, e não pedra, foi usada para construir paredes. Mesmo quando secas, essas paredes de lama podem ser atacadas com esses motores. As paredes foram fortalecidas com o tempo e os assírios responderam construindo motores maiores com "lanças" maiores. Em tempo, eles se assemelhavam muito a um tronco grande e longo com uma ponta de metal na extremidade. Mesmo a pedra não resistiria ao golpe de uma arma maior. Motores maiores acomodavam um número maior de arqueiros. Para se proteger contra o fogo (que foi usado por ambos os lados no cerco de Laquis), o aríete seria coberto por peles de animais molhadas. Estes podem ser regados a qualquer momento na batalha, caso tenham secado.
| “             | Eu capturei 46 cidades ... consolidando rampas para trazer aríetes, ataques de infantaria, minas, violações e máquinas de cerco | ” |
| — Senaqueribe | |   |

As torres de cerco, mesmo aquelas que podiam flutuar, foram relatadas como sendo usadas sempre que havia uma parede de frente para um rio. 

## Linha do tempo assírio

### 3º e2º milênios a.C.
- 2 340–2 284 a.C. - Sargão da Acádia conquista grande parte da Mesopotâmia;
- 1 230 a.C. - Batalha de Nairi;
- 1 170 a.C. - Nínive está mais forte do que nunca com mais poder do que nunca.

### século IX a.C.
Uso de cavalaria registrado pela primeira vez por Tuculti-Ninurta II;
- 883 a.C. - Assurnasirpal II assume o poder e inicia a expansão da Assíria para além da Mesopotâmia;
- 877 a.C. - Assurnasirpal II leva tropas assírias ao Mediterrâneo e ao Monte Líbano pela primeira vez;
- 858 a.C. - Salmaneser III subjuga Bite-Adini ao status de vassalo;
- 853 a.C. - Depois de tomar o Alepo, Salmaneser III é detido na Batalha de Carcar;
- 851 a.C. - Salmaneser III derrota a revolta caldéia na Babilônia;
- 849, 845 e 841 a.C. - Salmaneser III faz três tentativas malsucedidas de tomar a Síria;
- 840 a.C. - Salmaneser III não consegue derrotar Urartu;
- 832 a.C. - Salmaneser III não consegue tomar Damasco em um cerco;
- 824 a.C. - Salmaneser III morre, Assíria entra em período de fraqueza.

### século VIII a.C.
- 780 – 756 a.C. - Arguisti I reina sobre a Assíria, e lago Úrmia é perdido pela Assíria para Urartu;
- 745 a.C. - Tiglate-Pileser III toma o poder em um golpe; Exército assírio reformado;
- 744 a.C. - Deportação em massa de iranianos por Tiglate-Pileser III;
- Data desconhecida: Tiglate-Pileser III derrota Babilônia;
- 743 a.C. - Tiglate-Pileser III derrota decisivamente Urartu e sitia Arpade;
- 741 a.C. - Arpade cai para Tiglate-Pileser III;
- 734 – 732 a.C. - Guerra siro-efraimita: rebeliões na Síria e Palestina são esmagadas. Damasco cai em 732 a.C..
- 732 a.C. - Babilônia é conquistada pela Assíria após a usurpação do trono por um caldeu. Terras ao redor da Babilônia são devastadas durante três anos de combates;
- 724 – 722 a.C. - Salmanaser V sitia e depois captura Samaria;
- 721 a.C. - O golpe de Sargão II resulta na revolta de Samaria; é rapidamente esmagado;
- 721 a.C. - Sargão II derrota a rebelião babilônica;
- 717 – 716 a.C. - Sargão II leva Carquemis para proteger as rotas de comércio no norte;
- 714 a.C. - Um grande desastre militar se abate sobre Urartu; Sargão II destrói a capacidade de Urartu de lutar para sempre;
- 713 a.C. - Rumores de uma aliança anti-assíria leva Sargão II a tomar Tabal;
- 710 – 707 a.C. - Outra revolta babilônica é esmagada por Sargão II;
- 709 a.C. - As forças expedicionárias assírias enviadas por Sargão II forçam Midas a buscar termos de paz;
- 703 a.C. - Outra revolta da Babilônia apoiada pelos caldeus é esmagada por Senaqueribe, apenas um ano após sua sucessão;
- 701 a.C. - Senaqueribe desce a costa do Mediterrâneo para subjugar a Síria e Israel. Laquis é levado após uma luta sangrenta, enquanto a ajuda egípcia é rechaçada. O cerco de Jerusalém falha.

### século VII a.C.
- 694 a.C. - Senaqueribe ataca Elão. Elão ataca Babilônia, que agora está desocupada pelo exército assírio;
- 693 a.C. - Batalha do rio Diala: o ataque assírio a Elão através de Der é revogado devido à revolta babilônica;
- 692 a.C. - Batalha de Halule: A aliança dos elamitas, babilônios, caldeus e tribos aramaicas e Zagros lutam contra os assírios;
- 691 a.C. - Senaqueribe obtém uma vitória de Pirro contra Elão. No entanto, ele é capaz de esmagar a revolta da Babilônia;
- 681 a.C. - Senaqueribe é assassinado por dois de seus filhos; outro filho Assaradão vinga sua morte e governa a Assíria;
- 679 a.C. - Uma aliança de cimérios e citas é derrotada pelas forças de Assaradão;
- 679 a.C. - As tropas de Assaradão tomam Arzani e alcançam a fronteira egípcia;
- 676 a.C. - Assaradão lança uma ofensiva para conter o aumento do poder iraniano;
- 675 a.C. - Um ataque ao Egito é repelido;
- 671 a.C. - Outra ofensiva assíria no Egito é um sucesso;
- 669 a.C. - Mênfis é saqueada por tropas assírias;
- 668 a.C. - Assurbanípal sucede Assaradão, e é o último grande rei da Assíria a expandir suas fronteiras além da Mesopotâmia;
- 663 a.C. Assurbanípal alivia um cerco egípcio de Mênfis e destrói Tebas no sul;
- 665 a.C. - Uma campanha de dez anos contra a mídia é lançada;
- 665 a.C. - Elão ataca Babilônia, mas falha;
- 655 a.C. - Elão ataca Babilônia novamente. Ao mesmo tempo, o Egito lança outra ofensiva. O ataque elamita é repelido por grande exército assírio reunido por Assurbanípal;
- Data desconhecida (possivelmente 655 a.C.) - Assurbanípal conduz forças elamitas através do rio Ulai na planície de Susã.
- Invasão dos medos de 653 a.C. interrompida por ataque cita;
- 652 a.C. - Babilônia mais uma vez se revolta
- 651 a.C. Assurbanípal abandona o Egito para se concentrar nos ataques elamitas; O exército assírio mostra sinais de se distender demais.
- 648 a.C. - Babilônia é totalmente destruída pela Assíria; A guerra civil elamita não garante a ajuda de Elão;
- 647 a.C. - Batalha de Susã: Susã é destruída completamente por Assurbanípal.
- 639 a.C. - Assurbanípal devasta as terras de Elão. O reino elamita não se recupera.

### Colapso da Assíria
- 635 a.C. - O Egito, sem controle desde 651 a.C., assombra Asdode.
- 627 a.C. - Assurbanípal morre. O colapso da Assíria se acelera.
- 622 a.C. - Uma expedição assíria pode ter sido lançada a oeste do Eufrates; a falta de registros assírios aponta para uma provável derrota assíria.
- 616 a.C. - Assur, primeira capital da Assíria, é saqueada pelos medos sob o rei Ciaxares;
- 612 a.C. -  Batalha de Nínive (612 a.C.): Nínive é destruída por uma aliança de medos e babilônios após um cerco de meros 3 meses.
- 609 a.C. - Batalha de Megido (609 a.C.): os egípcios tentam sem sucesso ajudar os assírios;
- 609 a.C. - Queda de Harã: A capital assíria recém-estabelecida em Harã é destruída pela perseguição das forças dos medos e babilônios.